# Łódkodziób czarnogardły
Łódkodziób czarnogardły (Neoctantes atrogularis) – gatunek średniej wielkości ptaka z rodziny chronkowatych (Thamnophilidae). Opisany po raz pierwszy w 1991 roku. Występuje endemicznie w brazylijskiej Amazonii. Posiada status bliskiego zagrożenia wyginięciem.

## Taksonomia
Jako pierwsi gatunek ten opisali Scott M. Lanyon, Douglas F. Stotz i David E. Willard, nadając mu nazwę Clytoctantes atrogularis. Opis ukazał się w 1991 roku na łamach czasopisma „The Wilson Bulletin”. Holotyp pochodził ze stanu Rondônia w Brazylii. Zebrano go w trakcie wyprawy odbywającej się w 1986 roku (od maja do lipca oraz w październiku i listopadzie), obejmującej zachodnie wybrzeże rzeki Jiparaná. Była to samica złapana w specjalną sieć 22 października 1986 roku na wysokości 100 m n.p.m. Poza tym obserwowano dwa samce. Holotyp dostarczono do Museu de Zoologia da Universidade de São Paulo. Samicę nowo odkrytego gatunku od samicy łódkodzioba kolumbijskiego (Neoctantes alixii) odróżniono na podstawie czarnego śliniaka, braku wzorów na pokrywach skrzydłowych oraz ciemnoszarych pokrywach nadogonowych. W 2020 roku przeniesiono gatunek do rodzaju Neoctantes, wielu autorów nadal jednak umieszcza go w Clytoctantes.
Nazwa gatunkowa atrogularis odnosi się do czarnego śliniaka.

## Morfologia
Występuje dymorfizm płciowy. Dziób czarny, gruby, bocznie spłaszczony. Dolna szczęka na końcu zagięta do góry. Nie zostały złapane żadne osobniki męskie, jednak z obserwacji wynika, że są całkowicie czarne.
Opis dotyczy holotypu będącego samicą. Skrzydło mierzy 79 mm, skok 19,5 mm, ogon 64,5 mm, dziób mierzony od końca nozdrzy bliższemu głowie 15 mm, zaś dziób od nasady 15,4 mm. Szerokość dzioba przy bliższemu głowie krańcu nozdrzy wynosi 4,3 mm, zaś jego wysokość w tym samym miejscu 9,5 mm. Masa ciała 31 g. Upierzenie głowy i wyższej części grzbietu ciemnokasztanowe; w niższej części grzbietu przechodzi w brązowe. Pokrywy nadogonowe ciemnoszare, sterówki prawie czarne. Broda, gardło, policzki i górna część piersi czarne, na policzkach kilka kasztanowych piór. Reszta piersi jasnokasztanowa. Brzuch i pokrywy podogonowe szare. Lotki ciemnoszare, brązowawe, z brązowymi obrzeżeniami. Tęczówka brązowa, zaś nogi i stopy czarne. Jajniki 5×2 mm.

## Zasięg występowania
Według BirdLife International całkowity zasięg występowania wynosi około 216 000 km². Gatunek początkowo znany jedynie ze stanu Rondônia w Brazylii oraz prawdopodobnej pojedynczej obserwacji samca w stanie Mato Grosso. 20 lipca 2004 roku miała miejsce prawie pewna obserwacja w stanie Amazonas (także w Brazylii). Obserwowano wtedy samca i samicę różniącą się od holotypu m.in. zasięgiem barwy czarnej na gardle. W następnych latach odnotowano kolejne stwierdzenia gatunku w stanach Rondônia, Amazonas i Mato Grosso. Zasięg występowania łódkodzioba kolumbijskiego oddalony jest o około 2100 km od miejsca odnalezienia holotypu N. atrogularis.
Obserwacje miały miejsce w lesie deszczowym typu terra firma (gdzie ziemia nie jest nawadniana z pomocą przepływającej przezeń rzeki, mieszczący się na suchej glebie, z dużą różnorodnością gatunków). Łódkodziób kolumbijski zasiedla także gęsto splątane masy roślin.

## Zachowanie
W trakcie pierwszej obserwacji samców w 1986 roku jeden z nich siedział na pniu przewróconego drzewa około metra nad ziemią, następnie przebywał w pnączach na wysokości 2–5 m. Odzywał się bardzo głośnym gwizdem tree tree tree. W opisie obserwacji z 2004 roku doniesiono o dwóch ptakach (samiec z samicą), przebywających nisko nad ziemią w gęstej roślinności. Nie obawiały się obserwującego.

## Status zagrożenia
Międzynarodowa Unia Ochrony Przyrody (IUCN) od 2023 roku uznaje łódkodzioba czarnogardłego za gatunek bliski zagrożenia (NT – Near Threatened); wcześniej, od 2008 roku miał on status gatunku narażonego na wyginięcie (VU – Vulnerable), a od 2000 roku gatunku krytycznie zagrożonego (CR – Critically Endangered). Zmiana statusu związana była z nowymi stwierdzeniami tego ptaka, które znacząco powiększyły znany zasięg jego występowania. Liczebność populacji, według szacunków, mieści się w przedziale 2500–9999 dorosłych osobników. Prawdopodobnie zmniejsza się w wyniku postępu rolnictwa, wycinki drzew oraz budowy autostrady.